# Ipertermia oncologica
L'ipertermia oncologica è impiegata nella cura di alcuni tumori sensibili ad un trattamento combinato con la radioterapia e/o chemioterapia.  Essa consiste nel riscaldare tra i 41 °C ed i 44 °C lesioni tumorali di diverse dimensioni poste a diverse profondità in organi o parti anatomiche del corpo umano.

## Descrizione
Il trattamento si effettua con apparati a microonde o radiofrequenza che generano onde elettromagnetiche a potenze e frequenze adeguate al raggiungimento dell'ipertermia nel volume bersaglio. I tumori profondi ovvero posti in organi o parti anatomiche come la Pelvi (carcinoma dell'Utero o del Retto) necessitano di apparecchiature per Ipertermia Profonda che lavorano con array di antenne a frequenze tra i 70 MHz ed i 144 MHz o con sistema capacitivo alla frequenza di 13,56 MHz garantendo una penetrazione efficace nel corpo umano, un riscaldamento controllato e concentrato nella regione d'interesse e preservando il sovrariscaldamento dei tessuti posti in superficie. I tumori superficiali come i melanomi, le recidive dei tumori del seno o i tumori del Testa/Collo sono invece trattati con apparati a microonde con frequenze tra i 434Mhz ed i 915Mhz che producono un riscaldamento eccellente delle lesioni poste in superficie raddoppiando l'effetto terapeutico della radioterapia.
L'ipertermia è un trattamento estremamente selettivo in quanto produce minimi effetti sulle cellule sane mentre danneggia le cellule tumorali sottoposte ad un riscaldamento sino a 45° grazie ad un fenomeno detto apoptosi.
La tossicità della terapia ipertermica è estremamente bassa ed il trattamento è ben tollerato.
La maggiore efficacia del trattamento di ipertermia oncologica si ottiene associandola ai tradizionali trattamenti terapeutici quali la chemioterapia e la radioterapia che ne sinergizzano l'azione
.
Recentemente all'ipertermia oncologica profonda e superficiale si sta affiancando anche l'ipertermia totalbody effettuata a raggi infrarossi. Tale tipo di terapia, ancora allo studio, porta ad un innalzamento generalizzato della temperatura corporea (entro due centimetri dalla superficie) simulando un attacco febbrile intorno ai 39° centigradi

### Indicazioni terapeutiche
L'ipertermia oncologica risulta indicata in ogni neoplasia solida ove vi sia la necessità di aumentare l'efficacia della radio e/o chemioterapia.
L'abbinamento alle altre metodiche come la chemioterapia e la radioterapia risulta in una maggior efficacia anche se è possibile applicare l'ipertermia oncologica da sola qualora non sia possibile l'abbinamento per ragioni legate allo stato generale del paziente.
L'effetto antalgico di questa terapia non è poi da trascurare; ad esempio essa trova applicazione anche in reumatologia, medicina dello sport e nella fisioterapia utilizzando solo apparati di ipertermia superficiale dotati di bolus ad acqua distillata termostata e modulando opportunamente l'intensità della potenza applicata al paziente.